# Szép álmokat, gyerekek!
A Szép álmokat, gyerekek! (eredeti címén In the Night Garden) brit (angol) vegyes technikájú tévéfilmsorozat, amely élő színészekkel és animált figurákkal, valós és animációs díszletekkel készült. A forgatókönyvet Andrew Davenport írta, Dirk Campbell rendezte, a zenéjét Paul Honey szerezte, a producer Anne Wood, a főszerepben Nick Kellington, Holly Denoon, Isaac Blake és Rebecca Hyland hangja hallható. Angliában a Teletubbies vetítette. Amerikában a Hub Network sugározta. Magyarországon az M2 adta le.

## Ismertető
Mesefilmsorozat kisgyermekeknek a Teletubbies alkotóitól.

## Szereplők
| Szereplő                   | Eredeti hang    |
| -------------------------- | --------------- |
| Igglepiggle                | Nick Kellington |
| Tombliboo Ooo              | Holly Denoon    |
| Tombliboo Eee              | Isaac Blake     |
| Tombliboos Unn             | Andy Wareham    |
| Upsy Daisy                 | Rebecca Hyland  |
| Makka Pakka                | Justyn Towler   |
| Pontipines                 |                 |
| Wottingers                 |                 |
| Lufik (Haahoos)            |                 |
| Madarak (Tittifers)        |                 |
| Ninky Nonk                 |                 |
| Pinky Ponk                 |                 |
| Labda                      |                 |
| Ágy                        |                 |
| Tiddle                     |                 |
| Panaszfonok (Trubliphones) |                 |

- Narrátor: Gubányi György István